# Мала Палагружа
 Мала Палагружа је мало ненасељено острво у хрватском делу Јадранског мора.
Налази се у средњој акваторији Палагрушких острва у средњем делу Јадранског мора, административно припада граду Комижи, југоисточно је од острва Палагруже. На острву се због високих оштрих литица може прићи само преко залива Медвидина на источној обали. Површина острва износи 0,027 км². Дужина обалске линије је 0,61 км. Највиши врх на острву је висок 51 метара.